# Stéphane Augé
Stéphane Augé (Pau, 6 dicembre 1974) è un ex ciclista su strada e dirigente sportivo francese.
Professionista dal 2000 al 2010, conta la vittoria di una Quattro giorni di Dunkerque. Dal 2011 al 2016 è stato direttore sportivo alla Cofidis.

## Carriera
Inizia la propria carriera da professionista nel 2000 con il Team Festina, con il quale ottiene il suo primo successo; nel 2002 va alla Jean Delatour, per poi passare dal 2003 al 2004 alla Crédit Agricole. Dal 2005 corre per la Cofidis. All'inizio della stagione 2011, nonostante il rinnovo del contratto appena firmato, decide di ritirarsi, ma continua il rapporto con la squadra francese come direttore sportivo.

## Palmarès
- 2000

5ª tappa Tour du Poitou-Charentes
- 2002

6ª tappa Deutschland Tour
- 2006

3ª tappa Tour du Limousin
5ª tappa Tour de Pologne
- 2007

Cholet-Pays de Loire
- 2008

1ª tappa Quatre Jours de Dunkerque
Classifica generale Quatre Jours de Dunkerque
7ª tappa Giro della Germania

## Piazzamenti

### Grandi Giri
- Tour de France

2002: 115º
2003: ritirato
2005: 121º
2006: 123º
2007: ritirato
2008: 139º
2009: 136º
2010: 153º
- Vuelta a España

2007: 126º

### Classiche monumento
- Milano-Sanremo

2003: 146º

### Competizioni mondiali
- Campionati del mondo

Stoccarda 2007 - In linea: ritirato
Varese 2008 - In linea: ritirato